# Akademischer Turnbund

Turnerkreuz

Der Akademische Turnbund (ATB) ist ein Korporationsverband nichtfarbentragender akademischer Turnverbindungen (ATV) an deutschen Universitäten und Hochschulen. Ein akademischer Turnverein ist eine Form von Studentenverbindung, die das Ziel verfolgte, das Turnen an den Universitäten zu etablieren. Der ATB gehört dem Deutschen Turner-Bund als selbstständiger Landesturnverband an. Zurzeit sind 35 aktive Verbindungen, davon eine in Österreich (ATBÖ), Mitglied im ATB. Der ATB hat ca. 4.500 Mitglieder, wovon 600 aktive Studenten (Stand: 2025) sind.

## Couleur und Wahlspruch
Die akademischen Turnvereine pflegten und pflegen das sogenannte schwarze Prinzip, was bedeutet, dass die Verbindungen nicht farbentragend sind, sich mit ihren jeweiligen Verbindungsfarben also zur Allgemeinbevölkerung hin nicht aktiv abgrenzen wollen. Die Farben werden jedoch in Form eines „Bierzipf“ (kurzes Stück Band) geführt („farbenführend“).
Der Wahlspruch des Korporationsverbandes lautet Mens sana in corpore sano (dt.: In einem gesunden Körper wohne ein gesunder Geist).

## Geschichte

### Geschichte der Akademischen Turnvereine
Anfangs waren akademische Turnvereine bloße Vereine, denen auch Mitglieder studentischer Verbindungen angehören konnten, später entwickelten sie sich zu geschlossenen Korporationen mit dem Sportprinzip und dem Lebensbundprinzip als wichtigsten Eckpfeilern. Aus der deutschen Turnbewegung ging im Jahr 1872 zunächst der Cartellverband akademischer Turnvereine hervor (der 1885 in Vertreter-Convent umbenannt wurde, dessen Turnvereine sich später zu Turnerschaften entwickelten).

### Geschichte des ATB
Der Kartellverband akademischer Turnvereine verwehrte um 1880 Korporationen an Technischen Hochschulen den Zutritt zum Verband, woraufhin sich im Wintersemester 1882 die Akademischen Turnvereine ATV Aachen (heute Turnerschaft Rheno-Borussia Aachen), ATV Markomannia Freiburg (heute Turnerschaft Markomanno-Albertia), sowie der ATV Gothania Jena (heute ATV Gothania Jenensis zu Frankfurt) zu einem Freundschaftskartell zusammenschlossen. Die Kartellbestrebungen wurden auch vom ATV München und dem ATV Berlin entdeckt, sodass bald Interesse gemeldet wurde.
Der ATB wurde von den Akademischen Turnvereinen aus Aachen, Berlin, Freiburg, Jena und München am 27. Juni 1883, auf der Schweizer Höhe bei Jena als Männerbund gegründet. Sportprinzip und Lebensbundprinzip sind die wichtigsten Merkmale des Verbandes, der intern einen Duz-Comment (alle Mitglieder des ATB sind per se dazu berechtigt, sich untereinander zu duzen) pflegt.
Schon immer lehnte der ATB Bestimmungsmensuren ab, bekannte sich aber vor dem Zweiten Weltkrieg zum Prinzip der unbedingten Satisfaktion.  So wurde bis 1920 (siehe Erlanger Verbände- und Ehrenabkommen) und teilweise noch bis zum Zweiten Weltkrieg unbedingte Satisfaktion auf schweren Säbel gegeben. Heutzutage sind die ATVen nichtschlagend.

### Zeit des Nationalsozialismus
Während der Zeit des Dritten Reiches wurde der ATB wie fast alle anderen studentischen Verbindungen und deren Dachverbände verboten und aufgelöst (→ Nationalsozialistischer Deutscher Studentenbund#Ab 1933). Am 5. Februar 1950 wurde der ATB nach Einladung der ATV Marburg auf deren Verbindungshaus mit sieben reaktivierten bzw. neu gegründeten Aktivitas wiedergegründet.

### 1968er-Bewegung
Infolge der 1968er Bewegung kam es auch bei den einzelnen Studentenverbindungen zu Überlegungen sich dem anderen Geschlecht zu öffnen. Diese führten zu den Wachenburger Beschlüsse des ATB im November 1991, wonach es den ATVen gestattet ist, auch Studentinnen aufzunehmen. Demnach stellt der ATB seinen Mitgliedsverbindungen heutzutage die Geschlechterfrage frei. Es gibt daher sowohl rein männliche als auch gemischte Verbindungen im ATB.
Der Akademische Turnbund ist Mitglied des Convents Deutscher Korporationsverbände (CDK) und des Convents Deutscher Akademikerverbände (CDA).

## Aufbau der ATVen
Die ATVen bestehen in der Regel aus einer Aktivitas und den Alten Herren, im Falle gemischter Verbindung auch „Alten/Hohen Damen“: Die Aktivitas bezeichnet die aktiven Studenten der Verbindung. Nach Abschluss des Studiums wird der Akademiker philistriert und tritt damit dem Korporationsverband (Ehemaligenverband) der Verbindung bei. Üblicherweise finanzieren die philistrierten Mitglieder die sportlichen Aktivitäten ihrer jeweiligen Aktivitas, u. a. durch Zuschüsse zu Turnierfahrten, der Ausrichtung von Sportfesten oder dem Kauf von Sportmaterial.

## Verbandsleitung
Präsident des Akademischen Turnbundes (ATB) ist Peter Krüger; die ATB-Geschäftsstelle befindet sich in Lippstadt.

## ATBÖ
Innerhalb des ATB existiert eine Arbeitsgemeinschaft (ArGe ÖATVe) der nicht-farbentragenden akademischen Turnvereine an österreichischen Universitäten und Hochschulen, der Akademische Turnbund in Österreich (ATBÖ). Lediglich der Wiener ATV ist Mitglied des ATB.
| Name       | Stadt | Gründung | Farben |
| ---------- | ----- | -------- | ------ |
| ATV Graz   |       |          |        |
| Wiener ATV |       |          |        |
| ATV Leoben |       |          |        |
| ATV Linz   |       |          |        |

## Verbindungen im ATB
Derzeit gibt es 35 aktive Studentenverbindungen im Dachverband des Akademischen Turnbundes. Hinzu kommen 6 Korporationen, die zurzeit keine Aktivitas besitzen. Weitere 5 Korporationen aus Österreich sind dem ATB assoziiert. Die meisten davon haben die ursprüngliche Bezeichnung ATV (Akademischer Turnverein bzw. Akademische Turnverbindung) erhalten, einige ATB-Verbindungen jedoch führen leicht veränderte Bezeichnungen wie ASV (Akademische Sportverbindung), ATSV (Akademische Turn- und Sportverbindung) oder ASG (Akademische Sportgemeinschaft):

### Aktive Verbindungen des ATB
Die folgenden Verbindungen sind aktiv, d. h. sie haben eine Aktivitas sowie eine Altherrenschaft. Diese Liste ist alphabetisch nach der Stadt sortiert.
| Name der Verbindung        | Stadt        | Gründung          | Farben                             | Mitglieder | Anmerkungen |
| -------------------------- | ------------ | ----------------- | ---------------------------------- | ---------- | ----------- |
| ATV Saxo-Silesia Breslau   | Aachen       | 1897 (in Breslau) | orange-weiß-moosgrün               |            |             |
| ATV Arminia-Cheruscia      | Berlin       |                   | schwarz-rot-gold                   |            |             |
| ATV zu Berlin              | Berlin       |                   | schwarz-rot-gold                   |            |             |
| ATV der Märker und Kurmark | Berlin       |                   | schwarz-rot-gold                   |            |             |
| ATV Gothia Suevia          | Bonn         |                   |                                    |            |             |
| ATV Saxonia                | Braunschweig |                   |                                    |            |             |
| ASV Saxonia Leonis         | Braunschweig |                   |                                    |            |             |
| ASV Barbara                | Clausthal    |                   |                                    |            |             |
| ATV Darmstadt              | Darmstadt    |                   |                                    |            |             |
| ATV Teutonia               | Erlangen     |                   |                                    |            |             |
| ATSV Gothania Jenensis     | Frankfurt    |                   |                                    |            |             |
| ATV Tuiskonia              | Frankfurt    |                   |                                    |            |             |
| ASV Alte Elisabeth         | Freiberg     |                   |                                    |            |             |
| ATV Cheruscia Burgund      | Freiburg     |                   |                                    |            |             |
| ATV Weihenstephan          | Freising     |                   |                                    |            |             |
| ATV Rheinfranken           | Gießen       |                   |                                    |            |             |
| ATV Albertia               | Göttingen    |                   |                                    |            |             |
| ATV Gothia Alemannia       | Göttingen    |                   |                                    |            |             |
| ATV Greifswald             | Greifswald   | 2005              | schwarz-blau auf weißem Grund      |            |             |
| ATV Gothia                 | Halle        |                   | dunkelblau-weiß-hellblau           |            |             |
| ATV Arminia-Hegelingen     | Hamburg      |                   | rot-weiß-rot                       |            |             |
| ATV Hannover               | Hannover     |                   |                                    |            |             |
| ATSV Karlsruhe             | Karlsruhe    |                   |                                    |            |             |
| ASG Kassel                 | Kassel       |                   |                                    |            |             |
| ATV Ditmarsia Kiel         | Kiel         |                   |                                    |            |             |
| ATV Alemannia              | Leipzig      |                   |                                    |            |             |
| ATV Markomannia Westmark   | Köln         |                   |                                    |            |             |
| ATV Silesia                | Mainz        |                   | rot-weiß-rot                       |            |             |
| ATV Marburg                | Marburg      |                   |                                    |            |             |
| ATV Amicitia zu Greifswald | Marburg      |                   | rot-weiß-rot                       |            |             |
| ATV München                | München      |                   |                                    |            |             |
| ATV Westmark               | Münster      |                   | rot-weiß-gold                      |            |             |
| ATV Gothia                 | Nürnberg     |                   |                                    |            |             |
| ASV Saar-Ostpreußen        | Saarbrücken  |                   |                                    |            |             |
| ATV Suevia                 | Stuttgart    |                   |                                    |            |             |
| ATV Arminia                | Tübingen     |                   |                                    |            |             |
| Wiener ATV                 | Wien         |                   | schwarz-rot-gold mit rotem Vorstoß |            | ATBÖ        |
| ATV Alsatia                | Würzburg     |                   |                                    |            |             |

f.f. = farbenführend

### Inaktive Verbindungen des ATB
Dazu kommen Korporationen, die aktuell keine Aktivitas besitzen, d. h. nur aus einer Altherrenschaft bestehen.
| Name der Verbindung   | Stadt    | Gründung | Farben                                                    | Mitglieder | Suspension in | Anmerkungen |
| --------------------- | -------- | -------- | --------------------------------------------------------- | ---------- | ------------- | ----------- |
| ATV Alsatia Dresden   | Bochum   |          |                                                           |            |               |             |
| Akademischer Jahnbund | Graz     |          |                                                           |            |               | ATBÖ        |
| ATV Roland            | Köln     |          |                                                           |            |               |             |
| ATV Cimbria           | Lüneburg |          |                                                           |            |               |             |
| ATV Gothia            | Nürnberg | 1926     | \| \| \| \| \| \| \| \| \| \|schwarz-weiß-hellblau (f.f.) | Männer     | 2004 vertagt  |             |
|                       |          |          |                                                           |            |               |             |
|                       |          |          |                                                           |            |               |             |
|                       |          |          |                                                           |            |               |             |
|                       |          |          |                                                           |            |               |             |
|                       |          |          |                                                           |            |               |             |

f.f. = farbenführend

## Bekannte Mitglieder von Mitgliedsverbindungen
Siehe Kategorie:Korporierter im ATB